# Alec Díaz
Alec Díaz (San Juan, 7 dicembre 2001) è un calciatore portoricano, attaccante svincolato della nazionale portoricana.

## Caratteristiche tecniche
È un centravanti.

## Carriera

### Nazionale
Il 5 settembre 2019 debutta con la nazionale portoricana giocando l'amichevole persa 4-0 contro l'Honduras.

## Statistiche
Statistiche aggiornate al 26 marzo 2021.

### Presenze e reti nei club
| Stagione        | Squadra         | Campionato      | Campionato | Campionato | Coppe nazionali | Coppe nazionali | Coppe nazionali | Coppe continentali | Coppe continentali | Coppe continentali | Altre coppe | Altre coppe | Altre coppe | Totale | Totale | Totale |
| Stagione        | Squadra         | Comp            | Pres       | Reti       | Comp            | Pres            | Reti            | Comp               | Pres               | Reti               | Comp        | Pres        | Reti        | Pres   | Reti   |        |
| --------------- | --------------- | --------------- | ---------- | ---------- | --------------- | --------------- | --------------- | ------------------ | ------------------ | ------------------ | ----------- | ----------- | ----------- | ------ | ------ | ------ |
| 2018            | Tacoma Defiance | USL             | 5          | 2          |                 | -               | -               |                    | -                  | -                  |             | -           | -           | 5      | 2      |        |
| 2019            | Tacoma Defiance | USL             | 16         | 1          |                 | -               | -               |                    | -                  | -                  |             | -           | -           | 16     | 1      |        |
| 2020            | Tacoma Defiance | USL             | 13         | 6          |                 | -               | -               |                    | -                  | -                  |             | -           | -           | 13     | 6      |        |
| Totale carriera | Totale carriera | Totale carriera | 34         | 9          |                 | -               | -               |                    | -                  | -                  |             | -           | -           | 34     | 9      |        |

### Cronologia presenze e reti in nazionale
| Cronologia completa delle presenze e delle reti in nazionale ― Porto Rico | Cronologia completa delle presenze e delle reti in nazionale ― Porto Rico | Cronologia completa delle presenze e delle reti in nazionale ― Porto Rico | Cronologia completa delle presenze e delle reti in nazionale ― Porto Rico | Cronologia completa delle presenze e delle reti in nazionale ― Porto Rico | Cronologia completa delle presenze e delle reti in nazionale ― Porto Rico | Cronologia completa delle presenze e delle reti in nazionale ― Porto Rico | Cronologia completa delle presenze e delle reti in nazionale ― Porto Rico |
| Data                                                                      | Città                                                                     | In casa                                                                   | Risultato                                                                 | Ospiti                                                                    | Competizione                                                              | Reti                                                                      | Note                                                                      |
| ------------------------------------------------------------------------- | ------------------------------------------------------------------------- | ------------------------------------------------------------------------- | ------------------------------------------------------------------------- | ------------------------------------------------------------------------- | ------------------------------------------------------------------------- | ------------------------------------------------------------------------- | ------------------------------------------------------------------------- |
| 5-9-2019                                                                  | Tegucigalpa                                                               | Honduras                                                                  | 4 – 0                                                                     | Porto Rico                                                                | Amichevole                                                                | -                                                                         | 88’                                                                       |
| 19-1-2021                                                                 | Santo Domingo                                                             | Rep. Dominicana                                                           | 0 – 1                                                                     | Porto Rico                                                                | Amichevole                                                                | -                                                                         | 80’                                                                       |
| 22-1-2021                                                                 | Città del Guatemala                                                       | Guatemala                                                                 | 1 – 0                                                                     | Porto Rico                                                                | Amichevole                                                                | -                                                                         | 63’                                                                       |
| 24-3-2021                                                                 | San Cristóbal                                                             | Saint Kitts e Nevis                                                       | 1 – 0                                                                     | Porto Rico                                                                | Qual. Mondiali 2022                                                       | -                                                                         | 89’                                                                       |
| Totale                                                                    |                                                                           | Presenze                                                                  | 4                                                                         |                                                                           | Reti                                                                      | 0                                                                         |                                                                           |